# Shōta Chida
Shōta Chida (千田 翔太, Chida Shōta) est un joueur de shōgi professionnel japonais né le 10 avril 1994 à Minoh.

## Biographie et carrière
Shōta Chida est né en avril 1994 à Minoh.
Il est devenu professionnel à 18 ans en avril 2013 et  a été classé 7e dan à partir de mars 2019.
Shōta a été finaliste de la coupe NHK en 2015 contre Yasuaki Murayama.
En décembre 2016, il est battu en finale du deuxième Eiō par Amahiko Satō. Le même mois, en décembre 2016, il bat Yuki Sasaki et devient challenger de Akira Watanabe pour le titre du 42e Kio en mars 2017.
Il a remporté la coupe Asahi 2019-2020 en février 2020 en battant Sōta Fujii en demi-finale, puis Takuya Nagase en finale.
Il a remporté deux fois le prix Kōzō Masuda (2016-2017 et 2020-2021) pour ses contributions dans la théorie des ouvertures du shogi.